# Finch
I Finch sono un gruppo musicale statunitense formatosi a Temecula, California, nel 1999.

## Storia
I Finch iniziano la loro carriera musicale nel 1999 come cover-band dei Deftones, con il nome di Numb. Dopo l'aggiunta di Randy Strohmeyer al gruppo, ottengono un contratto con la Drive-Thru Records (già abbastanza nota nell'ambiente pop-punk e post-hardcore - con gruppi come New Found Glory, Fenix TX, The Starting Line, Midtown, Allister). Il gruppo cambia quindi il proprio nome in Finch e registra il primo EP Falling into Place.
Nell'agosto 2001 il gruppo registra quindi il suo primo CD, What It Is to Burn che viene pubblicato nel marzo 2002 con numerosi consensi da parte del pubblico e della critica e che portano i Finch a una discreta fama, tanto che una loro canzone (Worm Of The Earth) viene inserita nella colonna sonora del film Underworld e nella compilation pubblicata dalla Atticus Clothing (col nome Worm Of The Universe).
Nel 2005, il gruppo torna negli studi di registrazione per il suo secondo album, Say Hello to Sunshine, che viene pubblicato nel giugno 2005.
Il 19 febbraio 2006 si autoproclamano in un "indefinite hiatus" (durante il quale il cantante Nate Barcalow formerà i Cosmonauts con i futuri membri dei nuovi Finch) che durerà fino all'agosto 2007 quando nel loro MySpace scriveranno che sarebbero ritornati insieme. All'inizio del 2008, infatti, i Finch cominciano un nuovo tour e pubblicano un self-titled EP il 22 luglio 2008.
Nel 2009 la band torna in studio per registrare le demo per il terzo album. Durante il processo di registrazione però la band decide improvvisamente di interrompere i lavori ed annuncia lo scioglimento definitivo, pubblicando su Bandcamp le uniche due canzoni che sono state interamente registrate e terminate nella produzione, ovvero Hail to the Fire e World of Violence. In seguito si sono diffuse sul web anche le demo delle restanti canzoni, anche se si tratta di canzoni non finite o comunque senza postproduzione, e pertanto non considerate come "ufficiali".
Dopo lo scioglimento, Nate ha avviato un progetto da solista e due band: i Reverend Crow e gli Earthbound Ghost. Randy suona in una band chiamata XO assieme a due membri dei Say Anything.
Nel 2012 i Finch creano un proprio profilo su Facebook e su Twitter, facendo sperare i fan in una riunione a breve, cosa che in effetti è confermata dalla band, che annuncia uno spettacolo a Pomona il 1º febbraio 2013 ed uno a Londra il 22 marzo con la lineup originale per celebrare i 10 anni dall'uscita di What It Is to Burn. A queste date fanno seguito molte altre in giro per gli Stati Uniti e l'Europa, sempre in celebrazione dell'album di debutto. Come spiegato più volte dai membri della band, all'origine della riunione c'è stata la spinta del manager Andy Harris, che ha chiamato separatamente i singoli membri (che non si parlavano da anni) convincendoli a organizzare gli show per l'anniversario del disco. Il 15 ottobre 2013 viene anche annunciata l'uscita di un live CD/DVD intitolato What It Is to Burn X, che ripropone il meglio delle quattro notti consecutive di sold-out che la band ha realizzato alla Glasshouse di Pomona. Il disco esce il 7 gennaio 2014.
In un'intervista ad inizio 2014 la band afferma che sta scrivendo nuova musica, anche se non dà ancora certezze su cosa possa uscire effettivamente da queste sessioni di scrittura. Il 19 marzo i Finch sono confermati per il Warped Tour estivo, e annunciano inoltre che entro l'anno uscirà un nuovo album. Back to Oblivion è pubblicato il 30 settembre, e la band parte per un tour negli Stati Uniti come headliner a supporto della nuova uscita assieme a Maps & Atlases, Wounds e Helen Earth Band.

## Formazione

### Formazione attuale
- Nate Barcalow – voce (1999-2006, 2007-2010, 2012-presente)
- Alex Linares – chitarra, cori (1999-2006, 2007-2010, 2012-presente)
- Randy Strohmeyer – chitarra, cori (1999-2006, 2007-2010, 2012-presente)
- Alex Pappas – batteria, percussioni (1999-2004, 2012-presente)
- Daniel Wonacott – basso, cori (2007-2010, 2012-presente)

### Ex componenti
- Derek Doherty – basso, cori (1999-2006)
- Marc Allen – batteria, percussioni, cori (2004-2006)
- Drew Marcogliese – batteria, percussioni (2007-2010)

## Discografia

### Album in studio
- 2002 – What It Is to Burn
- 2005 – Say Hello to Sunshine
- 2014 – Back to Oblivion

### EP
- 2001 – Falling into Place
- 2008 – Finch

### Album dal vivo
- 2009 – A Far Cry from Home
- 2014 – What It Is to Burn X